# ハイ・ホープス (パニック!アット・ザ・ディスコの曲)
「ハイ・ホープス」（High Hopes）は、アメリカ合衆国のポップ・ロック・バンドであるパニック!アット・ザ・ディスコの楽曲。2018年5月23日にアルバム『プレイ・フォー・ザ・ウィキッド』からの2作目のシングルとして発売された。作詞作曲はブレンドン・ユーリー、ジェイク・シンクレア、ジェニー・オーウェン・ヤングス、ローレン・プリチャード、サム・ホランダー、ウィリアム・ロバン＝ビーン、ジョナス・ジェバーグ、タイラ・パークス、イルジー・ジューバーの共作。プロデュースはシンクレアとジェバーグが手がけ、アディショナル・プロダクションとしてジョニー・コッファーの名もクレジットされる。
「ハイ・ホープス」は、アメリカのBillboard Hot 100で最高位4位を記録し、2006年に発表された「アイ・ライト・シンズ・ノット・トラジェディーズ 〜いつわりのウェディング」以来となるトップ10入りを果たした。カナダやポーランドのシングルチャートでは第1位を獲得したほか、複数の国のシングルチャートで上位にチャートインした。また、『ビルボード』誌の「Hot Rock Songs」では65週にわたって第1位を獲得。

## 制作
2015年、ジェイク・シンクレアとジョナス・ジェバーグとイルジー・ジューバーとウィリアム・ロバン＝ビーンの4人はコロラド州アスペンで行われた「BMI Writing Camp」で「ハイ・ホープス」の作曲を始めた。ジェバーグは当時について「僕はホットタブに座ってベース音を歌った。ホットタブにいたから、誰も楽器は持っていなかったんだ（笑）ベース音を歌いながらコードを指示して、4人でいろんな歌詞を出し合った」と語っている。その後4人は移動式のレコーディング・スタジオを設け、ビート・管楽器・ボーカルが入ったデモ音源を録音した。当初、本作のサビはラップと考えられていた。
「BMI Writing Camp」明けに4人は様々なアーティストに本作を提供したが、いずれも拒否された。2016年、本作を聴いて気に入ったというクラッシュ・マネジメントのエヴァン・タウベンフェルドとジョナサン・ダニエルからパニック!アット・ザ・ディスコへの楽曲提供を求められる。2018年にリード・ボーカルのブレンドン・ユーリーとともにヴァースを書き上げ、シンクレアとジェバーグの2人で完成させた。
「ハイ・ホープス」のキーはFメジャーで、テンポは82BPM。曲中におけるユーリーの声域はD4からD6。

## チャート成績および評価
『ビルボード』誌のHot 100では最高位4位を記録し、同チャートで最高位7位を記録した「アイ・ライト・シンズ・ノット・トラジェディーズ 〜いつわりのウェディング」以来12年ぶりのトップ10入りとなり、トップ5入りは本作が初となった。また、「ハイ・ホープス」は『ビルボード』誌の「Pop Songs」、「Adult Pop Songs」、「Alternative Songs」で同時に第1位を獲得した4作目の楽曲となっている。同誌の「Hot Rock Songs」では108週にわたってチャートインし、このうち65週にわたって第1位を獲得。2023年時点で「Alternative Airplay」における9番目に商業的な成功を収めた作品となっている。
『ペースト』誌のアンナ・ハースは、本作の特徴として「鳴り響くブラスセクション」と「ブレンドン・ユーリーの生き生きとしたボーカル」を挙げた。『ローリング・ストーン』誌のエルシア・レガスピは、本作の特徴として「コーラスを先導するパンチ力のある管楽器、ストリングス、うねるメロディラインによって支えられた向上心のある歌詞」を挙げた。『ビルボード』誌は、2018年に発売された楽曲の中で33番目の優れた楽曲として本作を挙げた。

### 受賞歴
| 年   | 賞                                  | カテゴリ                                 | 結果       | 注     |
| ---- | ----------------------------------- | ---------------------------------------- | ---------- | ------ |
| 2018 | ティーン・チョイス・アワード        | ロック/オルタナティブ・ソング            | ノミネート | [ 18 ] |
| 2019 | アメリカン・ミュージック・アワード  | フェイバリット・ポップ・ロック・ソング   | ノミネート | [ 19 ] |
| 2019 | ASCAPポップ・ミュージック・アワード | Winning Song                             | 受賞       | [ 20 ] |
| 2019 | ビルボード・ミュージック・アワーズ  | トップ・ロック・ソング                   | 受賞       | [ 21 ] |
| 2019 | iHeartRadio Music Awards            | 年間最優秀オルタナティヴ・ロック・ソング | 受賞       | [ 22 ] |
| 2019 | iHeartRadio Titanium Awards         | Winning Song                             | 受賞       | [ 23 ] |
| 2019 | MTV Video Music Awards              | 最優秀ロックビデオ賞                     | 受賞       | [ 24 ] |

## ミュージック・ビデオ
2018年8月27日、公式YouTubeチャンネル上でブレンダン・ウォルターとメル・ソリアが監督を務めた「ハイ・ホープス」のミュージック・ビデオが公開された。ミュージック・ビデオは、晴れた日のロサンゼルスのダウンタウンの通りをスーツ姿で歩くユーリーが高層ビルの壁を歩いていき、屋上でバンド・メンバーとともに演奏するという内容になっている。ミュージック・ビデオについて、ユーリーは夢を掴むのはとても難しそうに見えたとしても、そのまま歩み続けるんだ。LAのダウンタウンにあるビルの壁を登らないといけない時が来るかもしれないけど、頂上にはその価値がある。登り続けるんだというメッセージを残した。
9月5日にミュージック・ビデオのメイキング映像が公開された。
「ハイ・ホープス」のミュージック・ビデオは、「2019 MTV Video Music Awards」で最優秀ロック・ビデオ賞を受賞した。

## 楽曲の使用例
2018年、「スタンレー・カップ・ファイナル」のプロモーション時に本作が使用された。同年に発売されたテレビゲーム『NHL 19』でサウンドトラックとして使用された。
2019年、2020年アメリカ合衆国大統領民主党予備選挙の候補者だったピート・ブティジェッジがキャンペーンソングとして使用。同年、ブティジェッジの選挙運動のスタッフやボランティアによってダンス動画が投稿された。また、同じく候補者であったエイミー・クロブシャー、コリー・ブッカー、フリアン・カストロも本作を使用した。同年に公開されたアニメ映画『クロース』でサウンドトラックとして使用された。
2020年、日本でホンダ「アコード」のCMソングとして使用された。同年にドナルド・トランプがアリゾナ州フェニックスで行われた集会で使用。これに対し、ユーリーは自身のTwitter上で楽曲の使用を止めるように求めた。

## 他のアーティストによるカバー
2019年にアワー・ラスト・ナイトがカバーし、配信限定シングルとして発売された。
同じく2019年3月15日にDRUM TAOがYouTube企画の第一弾としてHiDE春をゲストに迎えて和楽器でカバーした動画を公開。DRUM TAOのカバー動画について、パニック!アット・ザ・ディスコは公式Twitter上で「ひとことでいえば“凄い”。よくやった」と称賛した。

## シングル収録曲
| #         | タイトル                       | 作詞・作曲 | 時間 |
| --------- | ------------------------------ | --- | ---- |
| 1.        | 「ハイ・ホープス」(High Hopes) | ブレンドン・ユーリー ジェイク・シンクレア ジェニー・オーウェン・ヤングス ローレン・プリチャード サム・ホランダー ウィリアム・ロバン＝ビーン ジョナス・ジェバーグ タイラ・パークス イルジー・ジューバー | 3:10 |
| 合計時間: | 合計時間:                      | 合計時間: | 3:10 |

| #         | タイトル                                                           | 作詞・作曲 | 時間 |
| --------- | ------------------------------------------------------------------ | --- | ---- |
| 1.        | 「ハイ・ホープス」(High Hopes)                                     | ブレンドン・ユーリー ジェイク・シンクレア ジェニー・オーウェン・ヤングス ローレン・プリチャード サム・ホランダー ウィリアム・ロバン＝ビーン ジョナス・ジェバーグ タイラ・パークス イルジー・ジューバー | 3:12 |
| 2.        | 「セイ・アーメン（サタデー・ナイト）」(Say Amen (Saturday Night))  | ブレンドン・ユーリー ジェイク・シンクレア ローレン・プリチャード サム・ホランダー トビー・ウィンコーン トミー・ペイトン イマード・ロイ・エル＝アミーネ スージー・シン トーマス・ブレネック マイケル・デラー ダニエル・フォーダー アンドリュー・グリーン ブライアン・プロフィリオ ジャレッド・タンケル ネーザン・アブシール | 3:09 |
| 3.        | 「（ファック・ア）シルヴァー・ライニング」((Fuck A) Silver Lining) | ブレンドン・ユーリー ジェイク・シンクレア スコット・チェザック モーガン・キビー ジョニー・ファンチズ マーヴィン・ジュニア | 2:48 |
| 合計時間: | 合計時間:                                                          | 合計時間: | 9:09 |

| #         | タイトル                                                                           | 作詞 | 作曲・編曲 | 時間 |
| --------- | ---------------------------------------------------------------------------------- | ---- | ---------- | ---- |
| 1.        | 「ハイ・ホープス（ホワイト・パンダ・リミックス）」(High Hopes (White Panda Remix)) |      |            | 2:56 |
| 合計時間: | 合計時間:                                                                          | 2:56 |            |      |

| #         | タイトル                                                                          | 作詞 | 作曲・編曲 | 時間 |
| --------- | --------------------------------------------------------------------------------- | ---- | ---------- | ---- |
| 1.        | 「ハイ・ホープス（ドン・ディアブロ・リミックス）」(High Hopes (Don Diablo Remix)) |      |            | 3:05 |
| 合計時間: | 合計時間:                                                                         | 3:05 |            |      |

| #         | タイトル                                        | 作詞 | 作曲・編曲 | 時間 |
| --------- | ----------------------------------------------- | ---- | ---------- | ---- |
| 1.        | 「ハイ・ホープス（ライヴ）」(High Hopes (Live)) |      |            | 3:22 |
| 合計時間: | 合計時間:                                       | 3:22 |            |      |

## クレジット
※出典
- ブレンドン・ユーリー – リード・ボーカル、バックグラウンド・ボーカル、ドラム、ピアノ、作詞作曲
- ジェイク・シンクレア – 作詞作曲、ベース、ギター、バックグラウンド・ボーカル、プロデュース
- ジェニー・オーウェン・ヤングス – 作詞作曲
- ローレン・プリチャード – 作詞作曲
- サム・ホランダー – 作詞作曲
- ウィリアム・ロバン＝ビーン – 作詞作曲、プログラミング[注釈 3]
- ジョナス・ジェバーグ – 作詞作曲、プロデュース
- タイラ・パークス – 作詞作曲
- イルジー・ジューバー – 作詞作曲、バックグラウンド・ボーカル
- ジョニー・コッファー – アディショナル・プロダクション
- ルーブル・カプール – エンジニア
- ケネス・ハリス – ギター、バックグラウンド・ボーカル
- スージー・シン – バックグラウンド・ボーカル、エンジニア
- クラウディウス・ミッテンドーファー – ミキシング
- ロブ・メイセス – 指揮者、ストリングス・アレンジ、ホーン・アレンジ
- ブルース・デュコフ – コンサートマスター（ロサンゼルス）、ヴァイオリン
- チャーリー・ビシャラ – ヴァイオリン
- ジュリー・ジガンテ – ヴァイオリン
- ジェシカ・ガイデリ – ヴァイオリン
- リサ・リュー – ヴァイオリン
- マヤ・マガブ – ヴァイオリン
- セレナ・マッキニー – ヴァイオリン
- ヘレン・ナイテンゲール – ヴァイオリン
- カティア・ポポフ – ヴァイオリン
- テレザ・スタニスラフ – ヴァイオリン
- トーマス・ボーズ – ストリングスリーダー、コンサートマスター（ロンドン）、ヴァイオリン
- ワーレン・ジーリンスキー – ヴァイオリン
- ジャッキー・ハートレー – ヴァイオリン
- リタ・マニング – ヴァイオリン
- ピーター・ハンソン – ヴァイオリン
- トム・ピゴット＝スミス – ヴァイオリン
- エムリン・シングルトン – ヴァイオリン
- キャシー・トンプソン – ヴァイオリン
- ブライアン・デンボー – ストリングスリーダー（ロサンゼルス）、ヴィオラ
- ロバート・ブロフィー – ヴィオラ
- ショーン・マン – ヴィオラ
- ザック・デリンジャー – ヴィオラ
- ピーター・レイル – ヴィオラ
- ビルース・ホワイト – ヴィオラ
- スティーヴ・エルドリー – ストリングスリーダー（ロサンゼルス）、チェロ
- ジェイコブ・ブラウン – チェロ
- エリック・バイアーズ – チェロ
- キャロライン・デイル – ストリングスリーダー（ロンドン）、チェロ
- ティム・ギル – チェロ
- ジェイソン・ファブス – サクソフォーン
- ピーター・スローカム – サクソフォーン
- モーガン・ジョーンズ – サクソフォーン
- マイク・ロシャ – トランペット
- ジョナサン・ブラドリー – トランペット
- ライアン・ドラゴン – トロンボーン
- エミリー・レイザー – マスタリング
- クリス・オールグッド – マスタリング（アシスタント）
- レイチェル・ホワイト – アシスタント
- サーシャ・バンバジ – アシスタント
- アンバー・ジョーンズ – アシスタント
- ケイティ・シェイプ – アシスタント
- ジェイソン・モーザー – アシスタント

## チャート

### 週間チャート
| チャート (2018年 - 2021年)                  | 最高位 |
| ------------------------------------------- | ------ |
| オーストラリア (ARIA)                       | 7      |
| オーストリア (Ö3 Austria Top 40)            | 3      |
| ベルギー (Ultratop 50 Flanders)             | 2      |
| ベルギー (Ultratop 50 Wallonia)             | 10     |
| ボリビア (Monitor Latino)                   | 5      |
| カナダ (Canadian Hot 100)                   | 5      |
| Canada AC (Billboard)                       | 12     |
| Canada HR/Top 40 (Billboard)                | 1      |
| Canada Hot AC (Billboard)                   | 1      |
| Canada Rock (Billboard)                     | 36     |
| クロアチア (HRT)                            | 11     |
| チェコ (Rádio – Top 100)                    | 2      |
| チェコ (Singles Digitál Top 100)            | 2      |
| デンマーク (Tracklisten)                    | 12     |
| エストニア (Eesti Tipp-40)                  | 6      |
| Euro Digital Song Sales (Billboard)         | 4      |
| フィンランド (Suomen virallinen lista)      | 5      |
| フランス (SNEP)                             | 15     |
| ドイツ (GfK Entertainment charts)           | 5      |
| Global 200 (Billboard)                      | 190    |
| Greece International (IFPI)                 | 17     |
| ハンガリー (Dance Top 40)                   | 20     |
| ハンガリー (Rádiós Top 40)                  | 2      |
| ハンガリー (Single Top 40)                  | 5      |
| ハンガリー (Stream Top 40)                  | 4      |
| アイスランド (Tonlist)                      | 6      |
| アイルランド (IRMA)                         | 13     |
| イスラエル (Media Forest)                   | 3      |
| イタリア (FIMI)                             | 20     |
| 日本 (オリコン合算シングル)                 | 37     |
| 日本 (Japan Hot 100)                        | 40     |
| Luxembourg Digital Song Sales (Billboard)   | 4      |
| Mexico Airplay (Billboard)                  | 4      |
| オランダ (Dutch Top 40)                     | 2      |
| オランダ (Single Top 100)                   | 5      |
| ニュージーランド (RMNZ)                     | 16     |
| ノルウェー (VG-lista)                       | 15     |
| ポーランド (Polish Airplay Top 100)         | 1      |
| ポルトガル (AFP)                            | 20     |
| プエルトリコ (Monitor Latino)               | 4      |
| スコットランド (Official Charts Company)    | 13     |
| シンガポール (RIAS)                         | 16     |
| スロバキア (Rádio Top 100)                  | 7      |
| スロバキア (Singles Digitál Top 100)        | 8      |
| スペイン (PROMUSICAE)                       | 76     |
| スウェーデン (Sverigetopplistan)            | 5      |
| スイス (Schweizer Hitparade)                | 3      |
| UK シングルス (OCC)                         | 12     |
| UK ダウンロード (Official Charts Company)   | 14     |
| Ukraine Airplay (TopHit)                    | 19     |
| US Billboard Hot 100                        | 4      |
| US Adult Contemporary (Billboard)           | 8      |
| US Adult Pop Songs (Billboard)              | 1      |
| US Dance Club Songs (Billboard)             | 49     |
| US Dance/Mix Show Airplay (Billboard)       | 1      |
| US Hot Rock & Alternative Songs (Billboard) | 1      |
| US Latin Pop Airplay (Billboard)            | 40     |
| US Pop Airplay (Billboard)                  | 1      |
| US Rock & Alternative Airplay (Billboard)   | 1      |
| US Rolling Stone Top 100 Songs              | 46     |
| Venezuela Anglo (Monitor Latino)            | 16     |

### 年間チャート
| チャート (2018年)                       | 順位 |
| --------------------------------------- | ---- |
| オーストラリア (ARIA)                   | 32   |
| オーストリア (Ö3 Austria Top 40)        | 18   |
| ドイツ (Official German Charts)         | 54   |
| スイス (Schweizer Hitparade)            | 72   |
| UK シングルス (Official Charts Company) | 90   |
| US Adult Pop Songs (Billboard)          | 44   |
| US Hot Rock Songs (Billboard)           | 9    |

| チャート (2019年)                       | 順位 |
| --------------------------------------- | ---- |
| オーストラリア (ARIA)                   | 71   |
| オーストリア (Ö3 Austria Top 40)        | 17   |
| ベルギー (Ultratop Flanders)            | 16   |
| ベルギー (Ultratop Flanders)            | 37   |
| カナダ (Canadian Hot 100)               | 16   |
| デンマーク (Tracklisten)                | 38   |
| フランス (SNEP)                         | 64   |
| ドイツ (Official German Charts)         | 28   |
| ハンガリー (Dance Top 100)              | 55   |
| ハンガリー (Rádiós Top 100)             | 7    |
| ハンガリー (Single Top 100)             | 18   |
| ハンガリー (Stream Top 100)             | 5    |
| アイスランド (Plötutíðindi)             | 19   |
| イタリア (FIMI)                         | 63   |
| ラトビア (LAIPA)                        | 57   |
| オランダ (Dutch Top 40)                 | 25   |
| オランダ (Single Top 100)               | 28   |
| ポーランド (ZPAV)                       | 28   |
| ポルトガル (AFP)                        | 86   |
| スウェーデン (Sverigetopplistan)        | 34   |
| スイス (Schweizer Hitparade)            | 14   |
| Ukraine Airplay (Tophit)                | 130  |
| UK シングルス (Official Charts Company) | 31   |
| US Billboard Hot 100                    | 11   |
| US Adult Contemporary (Billboard)       | 12   |
| US Adult Pop Songs (Billboard)          | 2    |
| US Dance/Mix Show Songs (Billboard)     | 6    |
| US Hot Rock Songs (Billboard)           | 1    |
| US Pop Songs (Billboard)                | 7    |
| US Rock & Alternative Songs (Billboard) | 1    |
| US Rolling Stone Top 100                | 37   |

| チャート (2020年)                           | 順位 |
| ------------------------------------------- | ---- |
| ハンガリー (Rádiós Top 100)                 | 66   |
| US Hot Rock & Alternative Songs (Billboard) | 3    |

| チャート (2022年)           | 順位 |
| --------------------------- | ---- |
| ハンガリー (Rádiós Top 100) | 50   |

| チャート (2023年)           | 順位 |
| --------------------------- | ---- |
| ハンガリー (Rádiós Top 100) | 54   |

### 年代末チャート
| チャート (2010年 - 2019年)    | 順位 |
| ----------------------------- | ---- |
| US Hot Rock Songs (Billboard) | 4    |

## 認定
}
| 国/地域                                                     | 認定        | 認定/売上数 |
| ----------------------------------------------------------- | ----------- | ----------- |
| オーストラリア (ARIA)                                       | 5× Platinum | 350,000     |
| オーストリア (IFPI Austria)                                 | 3× Platinum | 90,000      |
| ベルギー (BEA)                                              | Platinum    | 40,000      |
| カナダ (Music Canada)                                       | 9× Platinum | 720,000     |
| デンマーク (IFPI Danmark)                                   | 2× Platinum | 180,000     |
| フランス (SNEP)                                             | Diamond     | 333,333     |
| ドイツ (BVMI)                                               | 3× Gold     | 600,000     |
| イタリア (FIMI)                                             | 2× Platinum | 100,000     |
| オランダ (NVPI)                                             | Platinum    | 80,000      |
| ニュージーランド (RMNZ)                                     | 4× Platinum | 120,000     |
| ノルウェー (IFPI Norway)                                    | Gold        | 30,000      |
| ポーランド (ZPAV)                                           | Diamond     | 100,000     |
| ポルトガル (AFP)                                            | 2× Platinum | 20,000      |
| スペイン (PROMUSICAE)                                       | 2× Platinum | 120,000     |
| スイス (IFPI Switzerland)                                   | Platinum    | 20,000      |
| イギリス (BPI)                                              | 4× Platinum | 2,400,000   |
| アメリカ合衆国 (RIAA)                                       | 7× Platinum | 7,000,000   |
| ストリーミング                                              |             |             |
| 日本 (RIAJ)                                                 | Platinum    | 100,000,000 |
| 認定のみに基づく売上数と再生回数 · 認定のみに基づく再生回数 |             |             |